# Arno Breker
Arno Breker (Elberfeld —actualmente, parte de Wuppertal—, 19 de julio de 1900-Düsseldorf, 13 de febrero de 1991) fue un escultor y arquitecto alemán. Desarrolló su trabajo en la Alemania nacionalsocialista y la posterior Alemania Occidental.

## Primeros años

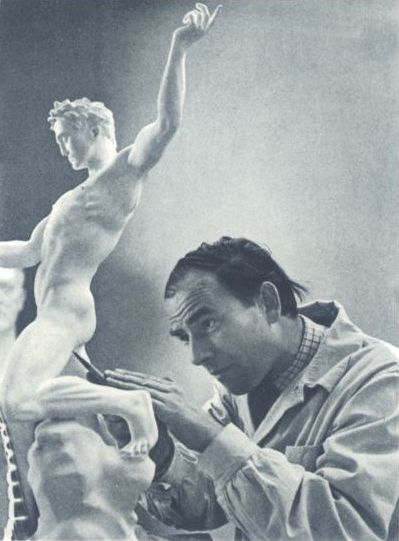
Arno Breker en 1930.

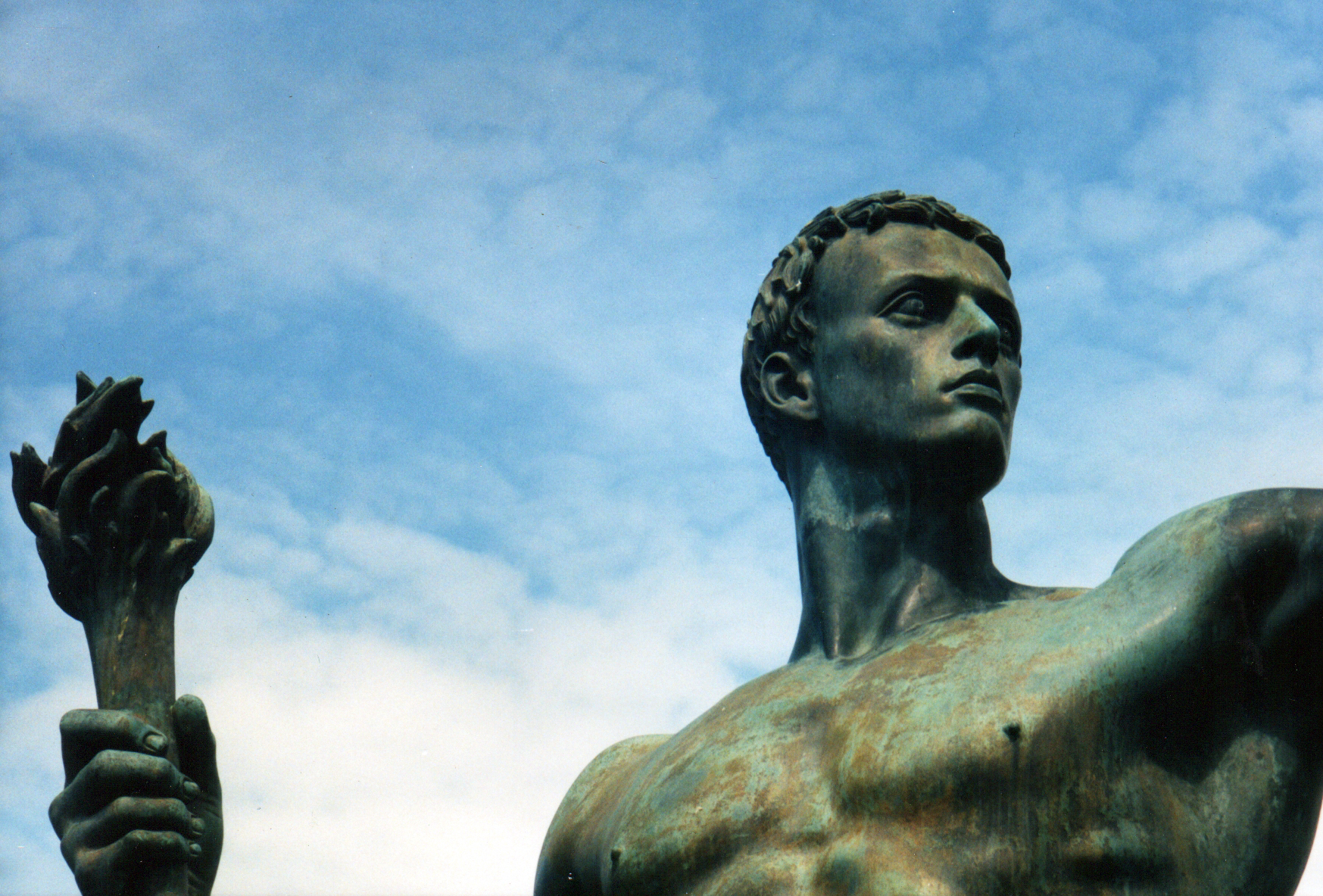
Die Partei, estatua de Breker representando el espíritu del Partido Nacionalsocialista.

Nacido en Elberfeld, en 1900, su padre, también artista de la piedra, le inculcó una primera inclinación por el arte. Ingresó en la Academia de Bellas Artes de Düsseldorf en 1920, y en 1927 se trasladó a París, donde tomó contacto con las obras de Auguste Rodin y Charles Despiau. En octubre de 1931 marchó a Roma. Su gusto por la arquitectura le llevó a dejar atrás su experiencia parisina. Sin embargo, un viaje a Florencia le mostró su propio destino. Caminando por la ciudad, observó el David de Miguel Ángel, lo cual supuso para él, en sus propias palabras, «como una llamada cósmica, como una orden, ocultismo puro» a dedicarse a una escultura realista y armoniosa.

### Alemania nacionalsocialista
Tras algún tiempo, sus amigos berlineses le convencieron de volver a Alemania, en 1934. Pero no sería hasta 1936 cuando, con ocasión de los Juegos Olímpicos de Berlín, recibiría la comisión de tres estatuas para el estadio.
Una tarde de noviembre de 1938, una llamada de Albert Speer decidió el rumbo de su carrera. Se entrevistaron en la Academia alemana, y tras cinco minutos recibió el encargo de dos estatuas monumentales para la entrada de la Nueva Cancillería. Cuando una semana después presentó el proyecto de El portador de la antorcha y El portador de la espada, Adolf Hitler quedó conquistado por los diseños, lo cual supuso para Breker el inicio de la etapa más fructífera de su carrera.
Hasta 1945, esculpió para plazas y avenidas de la capital del Tercer Reich. Destacan de este período obras como el Apolo de bronce levantado sobre su carro en la fuente de la encrucijada del Eje, o el friso de granito destinado al gran arco de triunfo diseñado por Hitler en persona. Sin embargo, durante la Segunda Guerra Mundial, ni la cuarta parte de sus obras se salvó del bombardeo enemigo  si bien gran parte de sus esculturas sobrevivieron a la guerra, más del 90% de su obra pública fue destruido por los aliados al entrar en Alemania. Muchas de las que subsisten están almacenadas.

### Período de postguerra
Después de la Segunda Guerra Mundial, Breker siguió dedicándose tanto a arquitectura como a escultura, como muestran el edificio en Colonia para una compañía de seguros en 1955, o la estatua ecuestre de Mohammed V, rey de Marruecos.
Algunos rostros conocidos retratados por este escultor son Salvador Dalí, Ezra Pound, la atleta Ulrike Meyfarth y el barón Hans Heinrich Thyssen-Bornemisza.
Falleció en la ciudad de Düsseldorf en 1991, en cuyo cementerio de Nordfriedhof está enterrado.

## Galería de obras

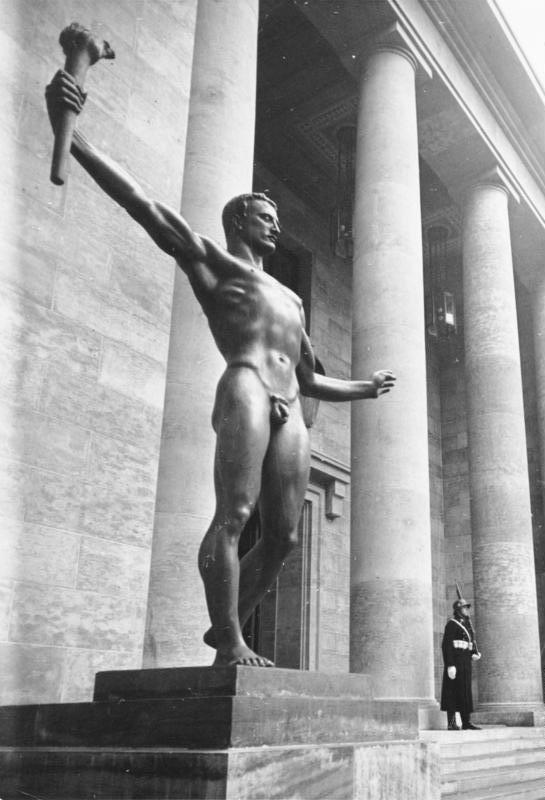
Die Partei (1942)
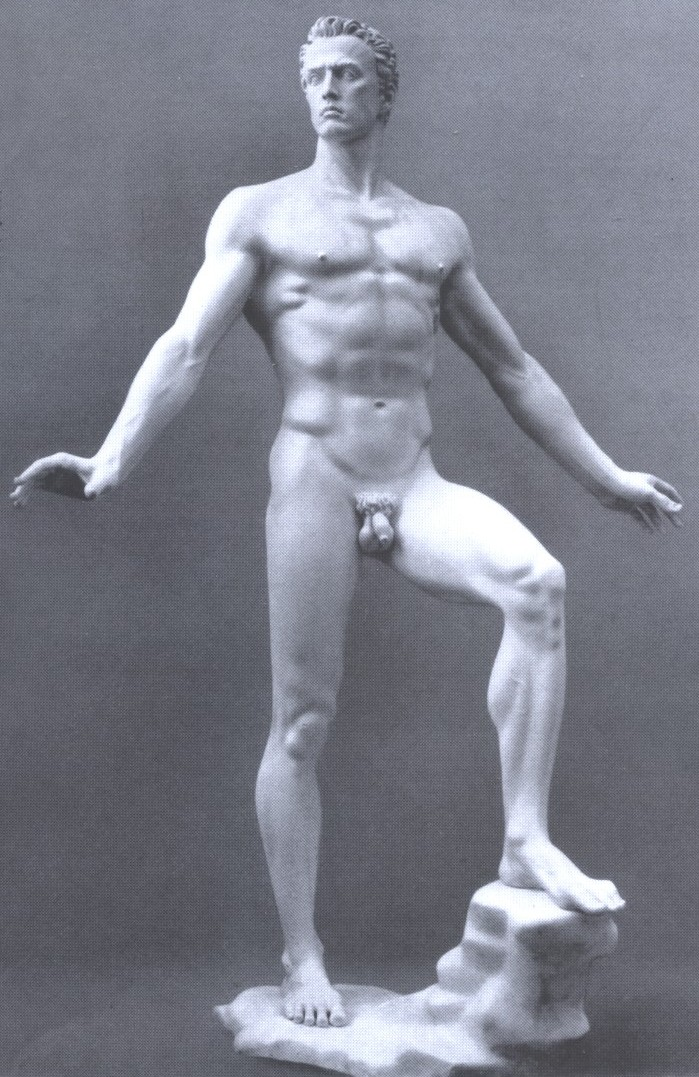
Der Sieger (1940)
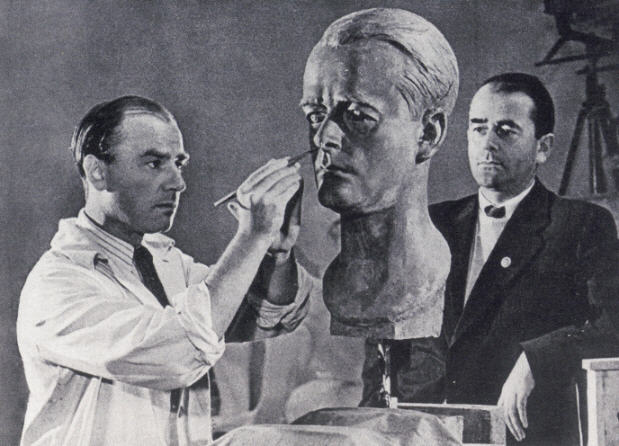
Realizando un busto de Albert Speer (1940)
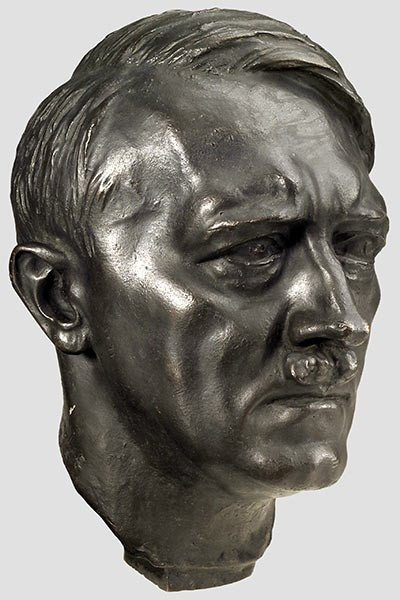
Busto de Adolf Hitler (1938)
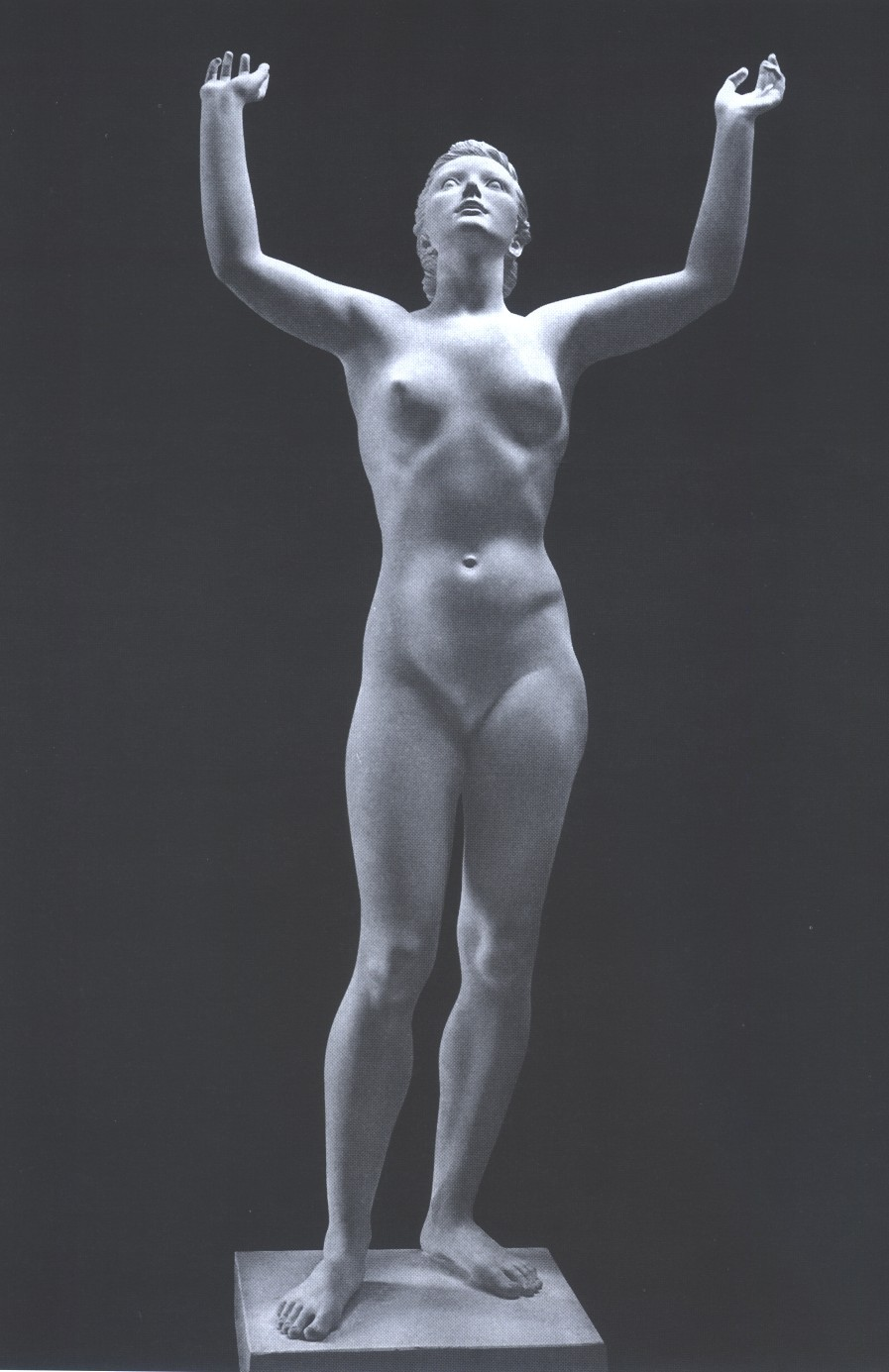
Eos (1939)
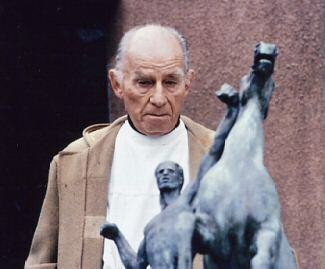
Arno Breker en 1982
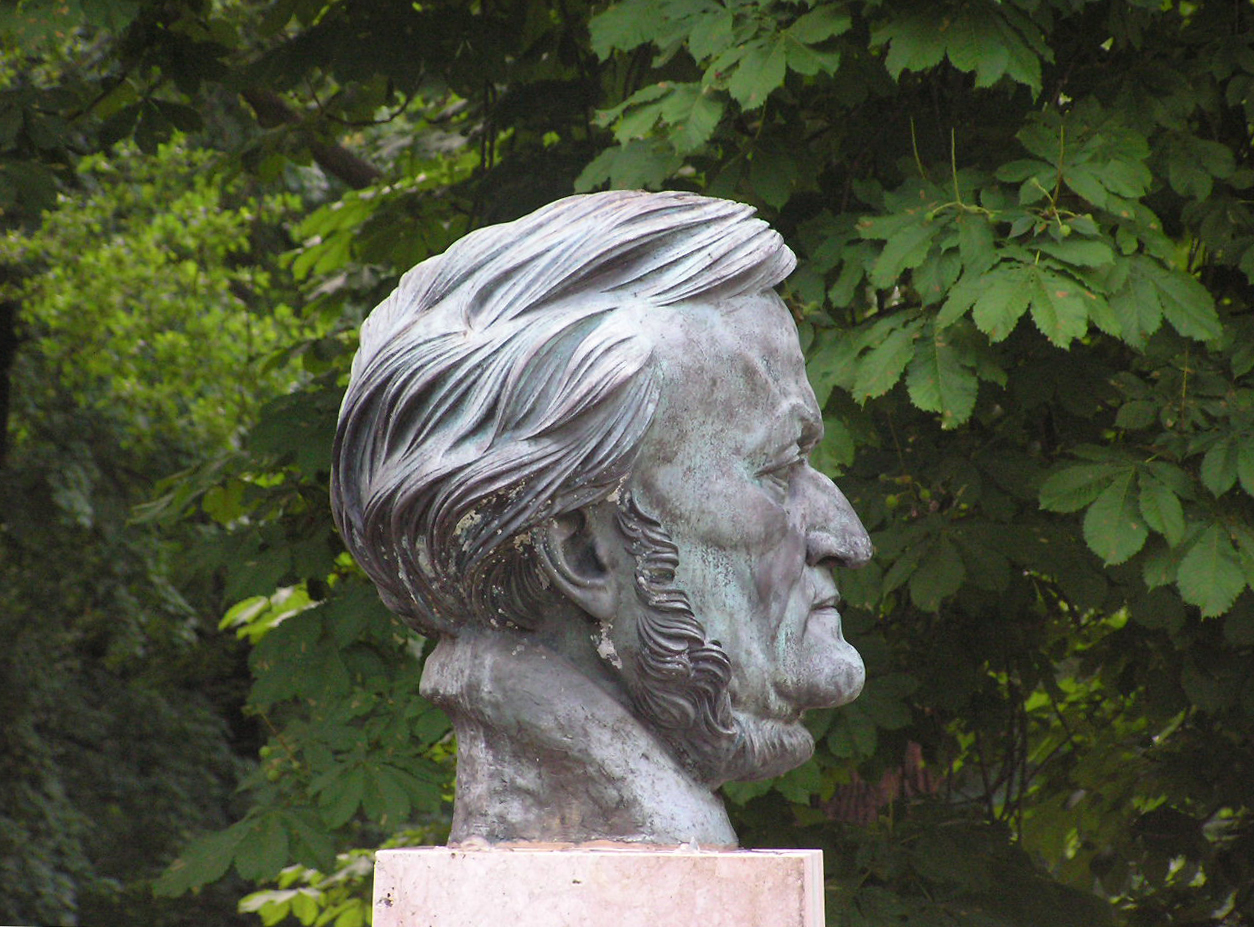
Busto de Richard Wagner
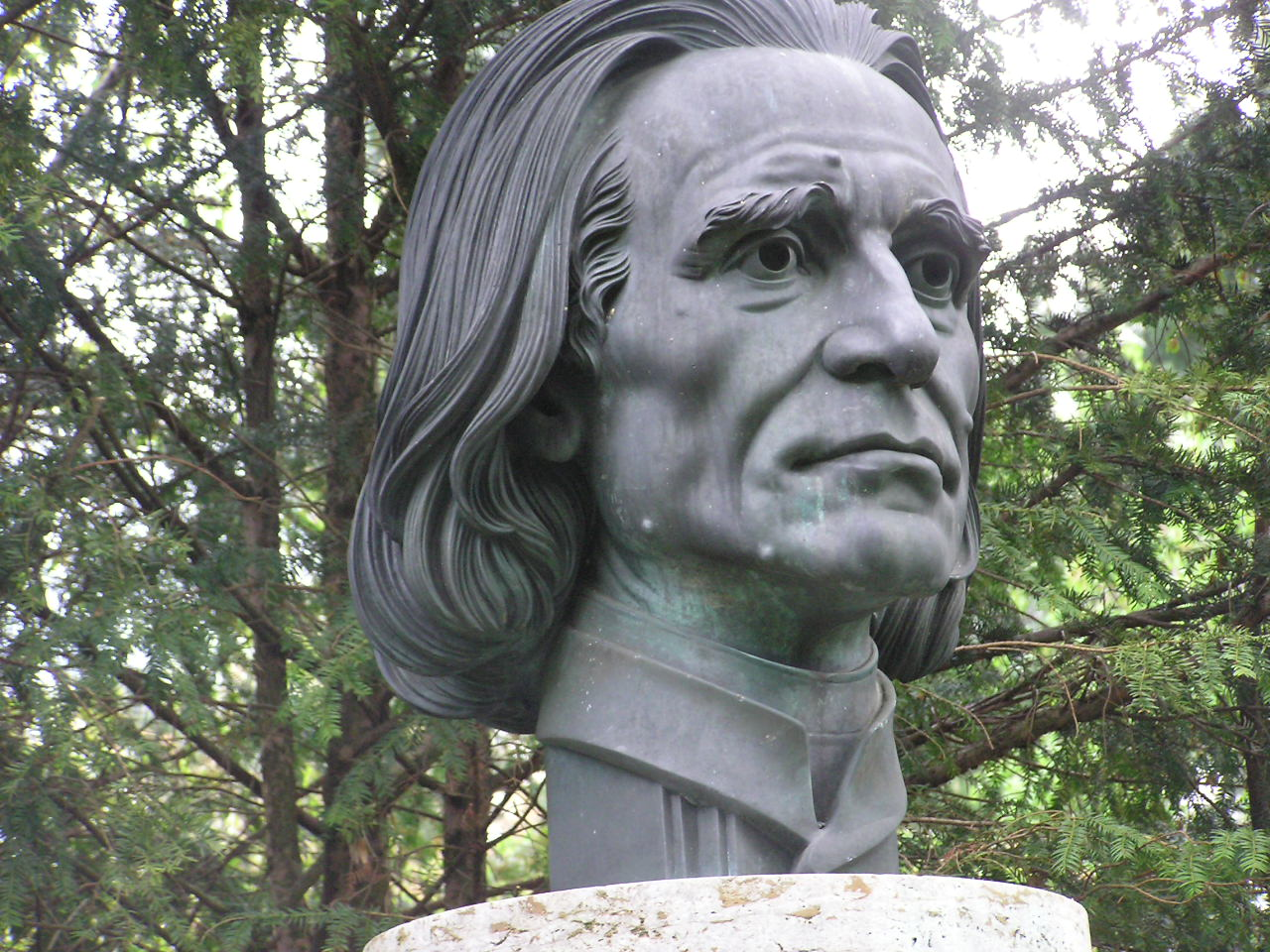
Busto de Franz Liszt
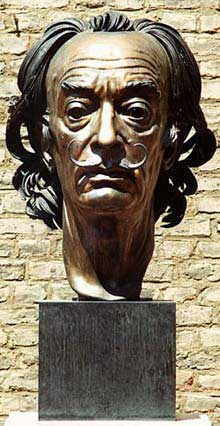
Busto de Salvador Dalí (1975)